# 里戈縣
9°46′52″S 147°50′24″E / 9.781°S 147.840°E
里戈縣（英語：Rigo District），是巴布亞新畿內亞的縣份之一，位於新畿內亞島東南部，由中央省負責管轄，首府設於奎基拉，面積5,072平方公里，2011年人口56,509，人口密度每平方公里11人。